# Claiming Rule Team
Las CRT o Claiming Rule Teams son una subcategoría de motocicletas de competición que participan en el Campeonato del Mundo de Motociclismo, en la categoría MotoGP, desde la temporada 2012.

## Características
El objetivo de esta subcategoría es aumentar el número de motocicletas participantes en la categoría máxima al tiempo que se mantienen los costos bajos. Hasta la aparición de las CRT se podía participar en MotoGP con una motocicleta oficial, propiedad del fabricante, y motocicletas cedidas en alquiler por las fábricas a equipos privados, cuyo rendimiento no se acercaba a las monturas oficiales, y con un coste elevado.
Para poder ser clasificado en esta categoría, el fabricante debe cumplir una serie de requisitos, como no representar a ninguna marca de la MSMA (Motorcycle Sport Manufacturers Association), formada por Yamaha, Honda, Ducati y Suzuki. El concepto resulta similar a la categoría Moto2, con unos chasis prototipo y motores derivados de serie, de las marcas Aprilia, BMW, Honda y Kawasaki.
Para compensar la inferior potencia de sus motores, los modelos CRT cuentan con algunas ventajas, como disponer de doce motores para toda la temporada en lugar de los seis de los modelos oficiales, así como una mayor capacidad de combustible, 24 litros, tres más que los modelos de la MSMA.
El nombre de la categoría refleja la posibilidad de que cualquier equipo de la MSMA reclame el motor de un modelo CRT tras una carrera, abonando un precio fijo de 15 000 euros, o de 20 000 si se incluye la caja de cambios.